# Patrick Marleau
Patrick Denis Marleau, född 15 september 1979, är en kanadensisk före detta professionell ishockeyspelare. Med 1779 NHL-matcher spelade är han den mesta genom alla tider. Han gjorde 1197 poäng under sin karriär. San Jose Sharks draftade Marleau som andra totalt vid NHL Entry Draft 1997 där han spenderade nästan hela sin karriär och har de flesta klubbrekord. Han lämnade för Toronto Maple Leafs 2017 men efter två säsonger var han tillbaka i Sharks 2019 innan han trejdades till Pittsburgh Penguins med vilka han var med och förlorade Stanley Cup-finalen 2020. Marleau återvände till Sharks som free agent för säsongen 2020-21 som blev hans sista. Hans nummer #12 pensionerades av Sharks den 25 februari 2023.

## Klubblagskarriär

### NHL

#### San Jose Sharks
Han tillbringade de första 19 säsongerna i sin NHL-karriär (1997 till 2017) i San Jose Sharks, som valde honom som tvåa i NHL-draften 1997. Marleau är den spelare som gjort flest poäng i San Jose Sharks historia. 
Mellan 2003-04 och 2008-09 var han lagkapten för Sharks.

#### Toronto Maple Leafs
2 juli 2017 skrev han som unrestricted free agent på ett treårskontrakt med Toronto Maple Leafs.

#### Carolina Hurricanes
Den 22 juni 2019, under NHL-draften, tradades han till Carolina Hurricanes tillsammans med ett val i första rundan och ett val i sjunde rundan i NHL-draften 2020, i utbyte mot ett val i sjätte rundan i NHL-draften 2020.
Den 27 juni 2019 köpte Hurricanes ut Marleau från sitt kontrakt.

## Statistik

### Klubbkarriär
| 1993–94    | Swift Current Legionnaires AAA | SMHL       | 53    | 72  | 95  | 167   | —   | —   | —  | —  | —   | —  |
| 1994–95    | Swift Current Legionnaires AAA | SMHL       | 31    | 30  | 22  | 52    | 18  | —   | —  | —  | —   | —  |
| 1995–96    | Seattle Thunderbirds           | WHL        | 72    | 32  | 42  | 74    | 22  | 5   | 3  | 4  | 7   | 4  |
| 1996–97    | Seattle Thunderbirds           | WHL        | 71    | 51  | 74  | 125   | 37  | 15  | 7  | 16 | 23  | 12 |
| 1997–98    | San Jose Sharks                | NHL        | 74    | 13  | 19  | 32    | 14  | 5   | 0  | 1  | 1   | 0  |
| 1998–99    | San Jose Sharks                | NHL        | 81    | 21  | 24  | 45    | 24  | 6   | 3  | 1  | 3   | 4  |
| 1999–00    | San Jose Sharks                | NHL        | 81    | 17  | 23  | 40    | 36  | 5   | 1  | 1  | 2   | 2  |
| 2000–01    | San Jose Sharks                | NHL        | 81    | 25  | 27  | 52    | 22  | 6   | 2  | 0  | 2   | 4  |
| 2001–02    | San Jose Sharks                | NHL        | 79    | 21  | 23  | 44    | 40  | 12  | 6  | 5  | 11  | 6  |
| 2002–03    | San Jose Sharks                | NHL        | 82    | 28  | 29  | 57    | 33  | —   | —  | —  | —   | —  |
| 2003–04    | San Jose Sharks                | NHL        | 80    | 28  | 29  | 57    | 24  | 17  | 8  | 4  | 12  | 6  |
| 2005–06    | San Jose Sharks                | NHL        | 82    | 34  | 52  | 86    | 26  | 11  | 9  | 5  | 14  | 8  |
| 2006–07    | San Jose Sharks                | NHL        | 77    | 32  | 46  | 78    | 33  | 11  | 3  | 3  | 6   | 2  |
| 2007–08    | San Jose Sharks                | NHL        | 78    | 19  | 29  | 48    | 33  | 13  | 4  | 4  | 8   | 2  |
| 2008–09    | San Jose Sharks                | NHL        | 76    | 38  | 33  | 71    | 18  | 6   | 2  | 1  | 3   | 8  |
| 2009–10    | San Jose Sharks                | NHL        | 82    | 44  | 39  | 83    | 22  | 14  | 8  | 5  | 13  | 8  |
| 2010–11    | San Jose Sharks                | NHL        | 82    | 37  | 36  | 73    | 16  | 18  | 7  | 6  | 13  | 9  |
| 2011–12    | San Jose Sharks                | NHL        | 82    | 30  | 34  | 64    | 26  | 5   | 0  | 0  | 0   | 4  |
| 2012–13    | San Jose Sharks                | NHL        | 48    | 17  | 14  | 31    | 24  | 11  | 5  | 3  | 8   | 2  |
| 2013–14    | San Jose Sharks                | NHL        | 82    | 33  | 37  | 70    | 18  | 7   | 3  | 4  | 7   | 2  |
| 2014–15    | San Jose Sharks                | NHL        | 82    | 19  | 28  | 57    | 12  | —   | —  | —  | —   | —  |
| 2015–16    | San Jose Sharks                | NHL        | 82    | 25  | 23  | 48    | 10  | 24  | 5  | 8  | 13  | 8  |
| 2016–17    | San Jose Sharks                | NHL        | 82    | 27  | 19  | 46    | 28  | 6   | 3  | 1  | 4   | 0  |
| 2017–18    | Toronto Maple Leafs            | NHL        | 82    | 27  | 20  | 47    | 16  | 7   | 4  | 1  | 5   | 4  |
| 2018–19    | Toronto Maple Leafs            | NHL        | 82    | 16  | 21  | 37    | 28  | 7   | 0  | 2  | 2   | 2  |
| 2019–20    | San Jose Sharks                | NHL        | 58    | 10  | 10  | 20    | 12  | —   | —  | —  | —   | —  |
| 2019–20    | Pittsburgh Penguins            | NHL        | 8     | 1   | 1   | 2     | 2   | 4   | 0  | 0  | 0   | 0  |
| 2020–21    | San Jose Sharks                | NHL        | 56    | 4   | 5   | 9     | 10  | —   | —  | —  | —   | —  |
| NHL totalt | NHL totalt                     | NHL totalt | 1 779 | 566 | 631 | 1 197 | 527 | 195 | 72 | 55 | 127 | 89 |

### Internationellt
| År            | Lag           | Turnering     | Resultat      |    | Matcher | Mål | Assist | Poäng | Utv |
| ------------- | ------------- | ------------- | ------------- | -- | ------- | --- | ------ | ----- | --- |
| 1999          | Kanada        | VM            | 4:a           | 7  | 1       | 2   | 3      | 0     |     |
| 2001          | Kanada        | VM            | 5:a           | 7  | 2       | 3   | 5      | 4     |     |
| 2003          | Kanada        | VM            | 1             | 9  | 0       | 4   | 4      | 4     |     |
| 2004          | Kanada        | WCH           | 1             | 0  | —       | —   | —      | —     |     |
| 2005          | Kanada        | VM            | 2             | 9  | 2       | 2   | 4      | 4     |     |
| 2010          | Kanada        | OS            | 1             | 7  | 2       | 3   | 5      | 0     |     |
| 2014          | Kanada        | OS            | 1             | 6  | 0       | 4   | 4      | 2     |     |
| Senior totalt | Senior totalt | Senior totalt | Senior totalt | 45 | 7       | 18  | 25     | 14    |     |